# 黄维群
黄维群（1967年2月—），男，汉族，安徽含山人，1995年8月加入中国共产党，中华人民共和国地方政治人物。

## 生平
1989年7月毕业于安徽师范大学地理系，毕业后分配至芜湖市白马山水泥厂子弟中学任教。1992年7月起，先后任共青团芜湖市委科员，共青团芜湖市委副科级干事。1997年5月调至芜湖市委办公厅工作，历任芜湖市委办公厅秘书一处副科秘书、副处长、处长（正科），芜湖市委办公室综合秘书科科长，芜湖市委办公室副主任。其间，于2000年9月至2002年6月在南京大学研究生课程进修班行政管理专业学习。2007年7月，任芜湖市三山区委常委、区政府副区长。2011年4月，任芜湖县委副书记，县政府代理县长、党组书记；同年8月，去代转正，任芜湖县政府县长。2015年8月，任芜湖县委书记。
2020年4月，任芜湖高新技术产业开发区党工委书记、管委会主任，弋江区委书记，晋升副厅级。2021年6月，被中共中央组织部授予“全国优秀县委书记”称号。
2021年9月26日，当选为中国共产党芜湖市第十一届委员会常委、委员。同年12月，任芜湖市委政法委书记。2022年3月，出任中共合肥市委常委、市纪委书记，市监察委员会主任。